# Krynica-Zdrój
Krynica-Zdrój là một thị trấn thuộc huyện Nowosądecki, tỉnh Małopolskie ở nam Ba Lan. Thị trấn có diện tích 40 km². Đến ngày 1 tháng 1 năm 2011, dân số của thị trấn là 10758 người và mật độ 271 người/km².